# Ruf d'Avignon
Saint Ruf serait le premier évêque d'Avignon (épiscope).

## Hagiographie
Une tradition locale fait de Ruf le fils de Simon de Cyrène qui avait aidé Jésus-Christ à porter sa croix, et le disciple de saint Paul, ce qui le ferait remonter au temps des premiers Apôtres. Les historiens modernes pensent plutôt que Ruf était un simple prêtre, sans doute le fondateur, si ce n'est l'un des premiers chefs de la communauté des chrétiens d'Avignon au IVe siècle. L'abbaye qui lui est consacrée fut un lieu de sépulture où reposerait son corps. 
Pendant les guerres de Religion, le corps du saint est transféré dans la ville d'Avignon pour le mettre à l'abri.
Il est fêté le 14 novembre.

## Ordre
Les Chanoines réguliers de Saint Ruf sont fondés à partir d'une petite communauté de clercs installée en 1039 dans l'église de Saint-Ruf, une église ruinée du suburbium d'Avignon, mentionnée à partir du Xe siècle. Cette congrégation est célèbre au Moyen Âge et essaime dans toute la France, comme à Aimargues, en Catalogne et en Italie du Nord. L'ordre est dissous dans le royaume de France entre 1770 et 1780 par la commission des réguliers , avec 9 autres ordres religieux. 
Saint Ruf est l'un des saints patrons d'Avignon.

### Lieux consacrés
- Abbaye de Saint-Ruf à Avignon
- Abbaye de Saint-Ruf à Valence

### Articles liés
- Personnages homonymes :
  - Ruf de Ravenne et de Capoue, disciple d'Apollinaire de Ravenne
  - Ruf de Metz